# Кромплевиці
Кромплевиці (пол. Krąplewice, нім. Klunkwitz) — село в Польщі, у гміні Єжево Свецького повіту Куявсько-Поморського воєводства.
Населення — 943 особи (2011).
У 1975-1998 роках село належало до Бидгощського воєводства.

## Демографія
Демографічна структура станом на 31 березня 2011 року:
|          | Загалом | Допрацездатний вік | Працездатний вік | Постпрацездатний вік |
| -------- | ------- | ------------------ | ---------------- | -------------------- |
| Чоловіки | 477     | 119                | 331              | 27                   |
| Жінки    | 466     | 106                | 287              | 73                   |
| Разом    | 943     | 225                | 618              | 100                  |